# David Wechsler
David Wechsler (n. 12 ianuarie 1896, Iași, România – d. 2 mai 1981, New York City, New York, SUA) a fost un psiholog româno-american. El a dezvoltat scale de inteligență bine cunoscute, cum ar fi Wechsler Adult Intelligence Scale (WAIS) și Wechsler Intelligence Scale for Children (WISC).

## Biografie
Wechsler s-a născut într-o familie de origine evreiască din Lespezi, România și a emigrat împreună cu părinții săi în Statele Unite ale Americii când era copil. A studiat la Colegiul Municipal din New York și la Universitatea Columbia, unde a obținut diploma de master în 1917 și doctoratul în 1925 sub conducerea lui Robert S. Woodworth. În timpul Primului Război Mondial, el a lucrat cu armata americană pentru a dezvolta teste care să servească la examinarea noilor recruți, sub tutela lui Charles Spearman și Karl Pearson.
După scurte perioade în care a locuit în diferite locuri (inclusiv cinci ani în practica privată), Wechsler a devenit medic-șef al Bellevue Hospital Center în 1932, unde a rămas până în 1967. El a murit în 1981, când testele sale psihologice deveniseră deja foarte respectate.